# Hebron (Nuevo Hampshire)
Hebron es un pueblo ubicado en el condado de Grafton en el estado estadounidense de Nuevo Hampshire. En el Censo de 2010 tenía una población de 602 habitantes y una densidad poblacional de 12,42 personas por km².

## Geografía
Hebron se encuentra ubicado en las coordenadas 43°41′37″N 71°47′31″O / 43.69361, -71.79194. Según la Oficina del Censo de los Estados Unidos, Hebron tiene una superficie total de 48.46 km², de la cual 42.82 km² corresponden a tierra firme y (11.64%) 5.64 km² es agua.

## Demografía
Según el censo de 2010, había 602 personas residiendo en Hebron. La densidad de población era de 12,42 hab./km². De los 602 habitantes, Hebron estaba compuesto por el 97.34% blancos, el 0.5% eran afroamericanos, el 0.66% eran amerindios, el 0.33% eran asiáticos, el 0% eran isleños del Pacífico, el 0.17% eran de otras razas y el 1% pertenecían a dos o más razas. Del total de la población el 2.82% eran hispanos o latinos de cualquier raza.